# Вест Покомок (Мериленд)
Вест Покомок (енгл. West Pocomoke) насељено је место без административног статуса у америчкој савезној држави Мериленд.

## Демографија
По попису из 2010. године број становника је 454, што је 44 (-8,8%) становника мање него 2000. године.
| Група             | 2000.       | 2010.       |
| Белци             | 329 (66,1%) | 311 (68,5%) |
| Афроамериканци    | 164 (32,9%) | 115 (25,3%) |
| Азијати           | 1 (0,2%)    | 13 (2,9%)   |
| Хиспаноамериканци | 2 (0,4%)    | 6 (1,3%)    |
| Укупно            | 498         | 454         |